# 迪迪埃·弗拉芒
迪迪埃·弗拉芒（法語：Didier Flament，1951年1月4日—），法国男子击剑运动员。他曾获得1976年夏季奥运会男子花剑团体铜牌和1980年夏季奥运会男子花剑团体金牌。